# 曾詠婷
曾詠婷（英語：Sabrina Tseng）台灣編劇，國立臺南女子高級中學畢業後，進入國立台灣藝術大學廣電系，大學時期在校內就嶄露頭角，被老師稱為「才女」，畢業後有多部編劇作品。代表作為《敗犬女王》、《下一站，幸福》、電影《我的少女時代》劇本。

## 編劇作品

### 電視劇
- 《敗犬女王》（2008年）
- 《下一站，幸福》（2009年）
- 《鍾無艷 (2010年電視劇)》（2010年）
- 《拜金女王》（2011年）

### 電影
- 《我的少女時代》（2015年）[2]
- 《一吻定情》（2019年）

## 其它作品
- 劇本《般若無涯》 新聞局97年度 優良電影劇本佳作[3]

## 外部連結
- 曾詠婷在台灣電影網上的資料（繁體中文）